# Зейц, Андрей Сергеевич
Андре́й Серге́евич Зейц (род. 14 декабря 1986, Павлодар) — казахстанский шоссейный велогонщик, выступающий с 2008 года за команду мирового тура «Astana Pro Team».

## Травма
В результате падения на 4-м этапе «Тура Швейцарии» в июне 2019 года сломал левую ключицу. В больнице города Дорнах перенёс операцию.

## Достижения
2006
Джиро делла Валле д'Аоста
4-й этап
2007
Чемпионат мира
10-й Групповая гонка U23
2008
Чемпионат Казахстана
2-й  Индивидуальная гонка
2009
Чемпионат Казахстана
3-й  Индивидуальная гонка
2011
2-й Тур Турции
2012
8-й Тур Лангкави
2013
Вуэльта Испании
1-й этап (КГ)
2014
Вуэльта Андалусии
 Спринтерская классификация
3-й Тур Хайнаня
2016
8-й Тур Польши
Олимпийские игры
8-й Групповая гонка
2017
Чемпионат Азии
1-й  Командная гонка
9-й Тур Турции
2018
5-й Чемпионат Казахстана в групповой гонке

## Статистика выступлений

### Гранд-туры
| Гонка           | 2009 | 2010 | 2011 | 2012 | 2013 | 2014 | 2015 | 2016 | 2017 | 2018 | 2019 |
| --------------- | ---- | ---- | ---- | ---- | ---- | ---- | ---- | ---- | ---- | ---- | ---- |
| Джиро д'Италия  | 31   | —    | —    | 85   | 106  | 102  | 59   | 33   | 63   | 67   | 26   |
| Тур де Франс    | —    | —    | 44   | —    | —    | —    | —    | —    | 44   | —    | —    |
| Вуэльта Испании | —    | 102  | —    | 52   | 81   | 50   | —    | 31   | —    | 52   |      |

| — | Не участвовал |